# Фрес (Дордонь)
Фрес (фр. Fraisse) — коммуна во Франции, находится в регионе Аквитания. Департамент — Дордонь. Входит в состав кантона Пеи-де-ла-Форс. Округ коммуны — Бержерак.
Код INSEE коммуны — 24191.

## География

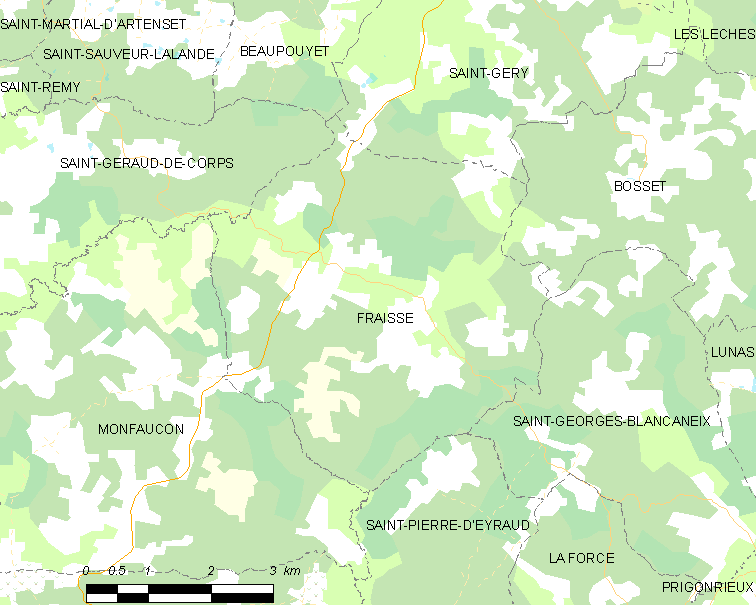
Карта коммуны

Коммуна расположена приблизительно в 470 км к югу от Парижа, в 75 км восточнее Бордо, в 45 км к юго-западу от Перигё.
По территории коммуны протекает река Лидуар.

### Климат
Климат умеренный океанический со средним уровнем осадков, которые выпадают преимущественно зимой. Лето здесь долгое и тёплое, однако также довольно влажное, здесь не бывает регулярных периодов летней засухи. Средняя температура января — 5 °C, июля — 18 °C. Изредка вследствие стечения неблагоприятных погодных условий может наблюдаться непродолжительная засуха или случаются поздние заморозки. Климат меняется очень часто, как в течение сезона, так и год от года.

## Население
Население коммуны на 2010 год составляло 141 человек.
| 1962 | 1968 | 1975 | 1982 | 1990 | 1999 | 2010 |
| ---- | ---- | ---- | ---- | ---- | ---- | ---- |
| 190  | 170  | 140  | 129  | 120  | 157  | 141  |

## Администрация
| Период | Период | Фамилия      | Партия       | Примечания     |
| ------ | ------ | ------------ | ------------ | -------------- |
| 1947   | 1983   | Жерар Лажони | беспартийный | фермер         |
| 1983   | 1995   | Морис Дюдрёй | беспартийный |                |
| 1995   | 2008   | Патрик Ивер  | беспартийный | директор школы |
| 2008   | 2014   | Режи Лажони  | беспартийный | пенсионер      |
| 2014   | 2020   | Сирий Шадо   |              |                |

## Экономика
В 2010 году среди 90 человек трудоспособного возраста (15-64 лет) 67 были экономически активными, 23 — неактивными (показатель активности — 74,4 %, в 1999 году было 71,3 %). Из 67 активных жителей работали 60 человек (35 мужчин и 25 женщин), безработных было 7 (2 мужчин и 5 женщин). Среди 23 неактивных 8 человек были учениками или студентами, 13 — пенсионерами, 2 были неактивными по другим причинам.

## Фотогалерея

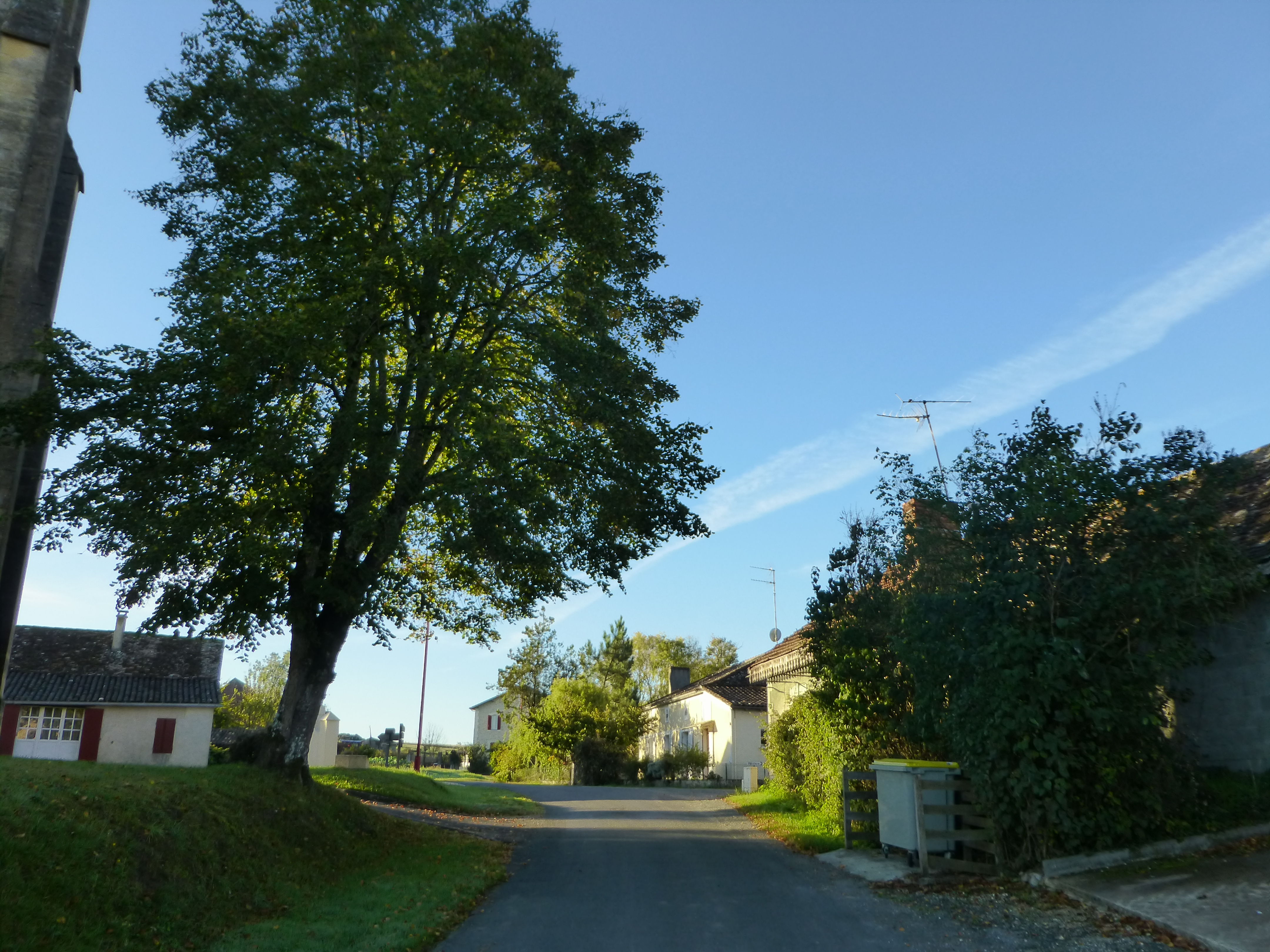
Фрес
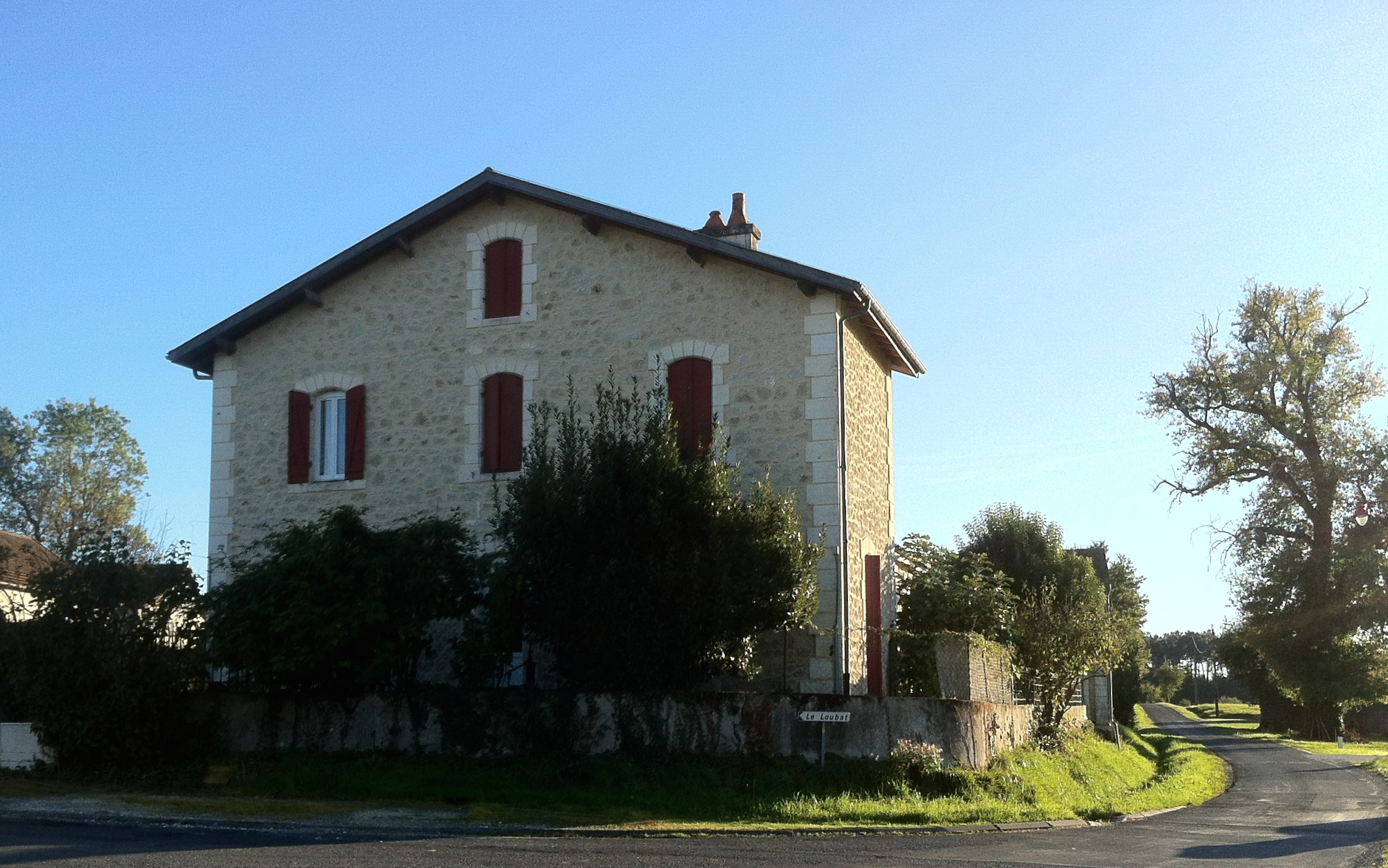
Школа
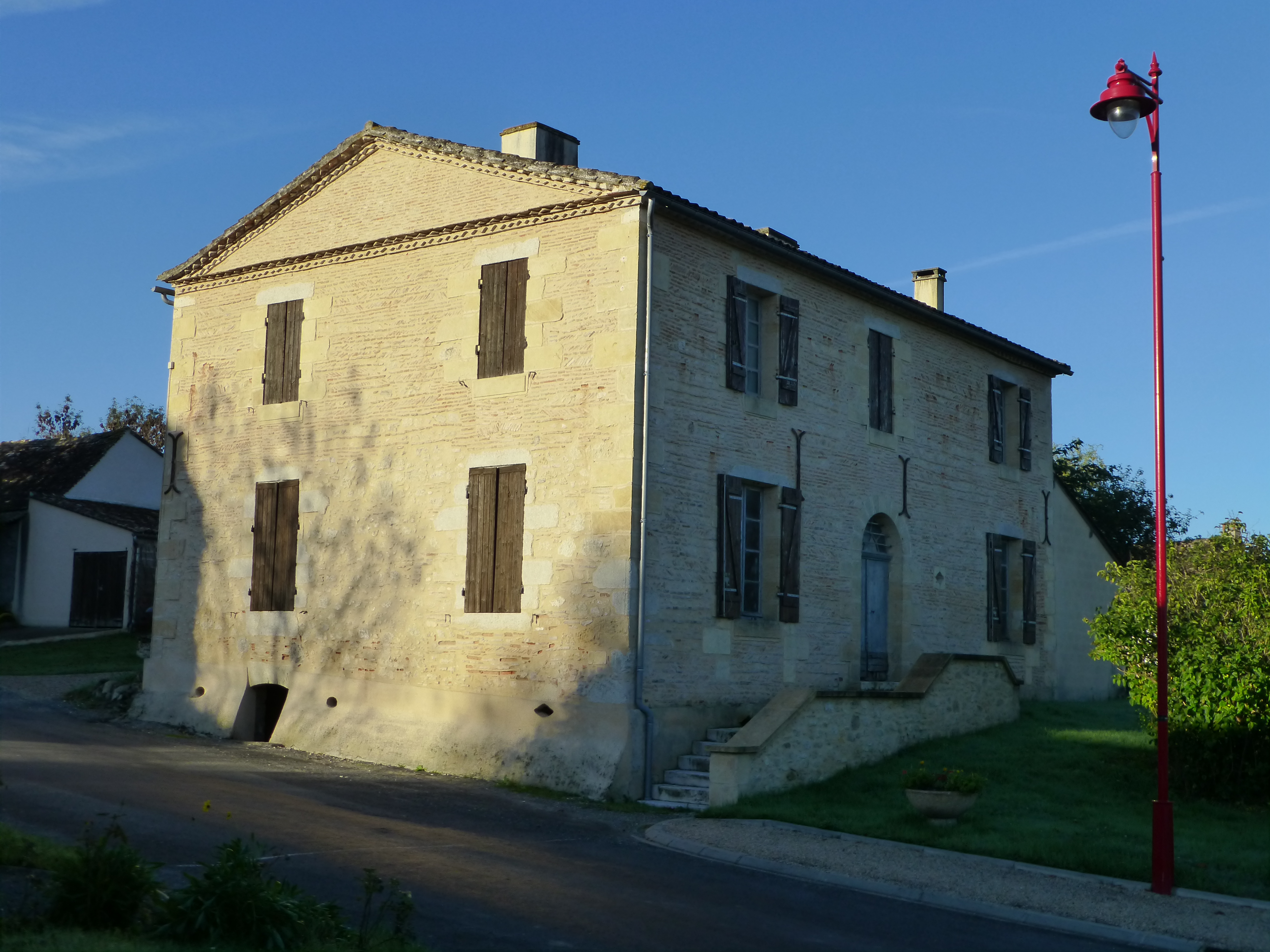
Плебания
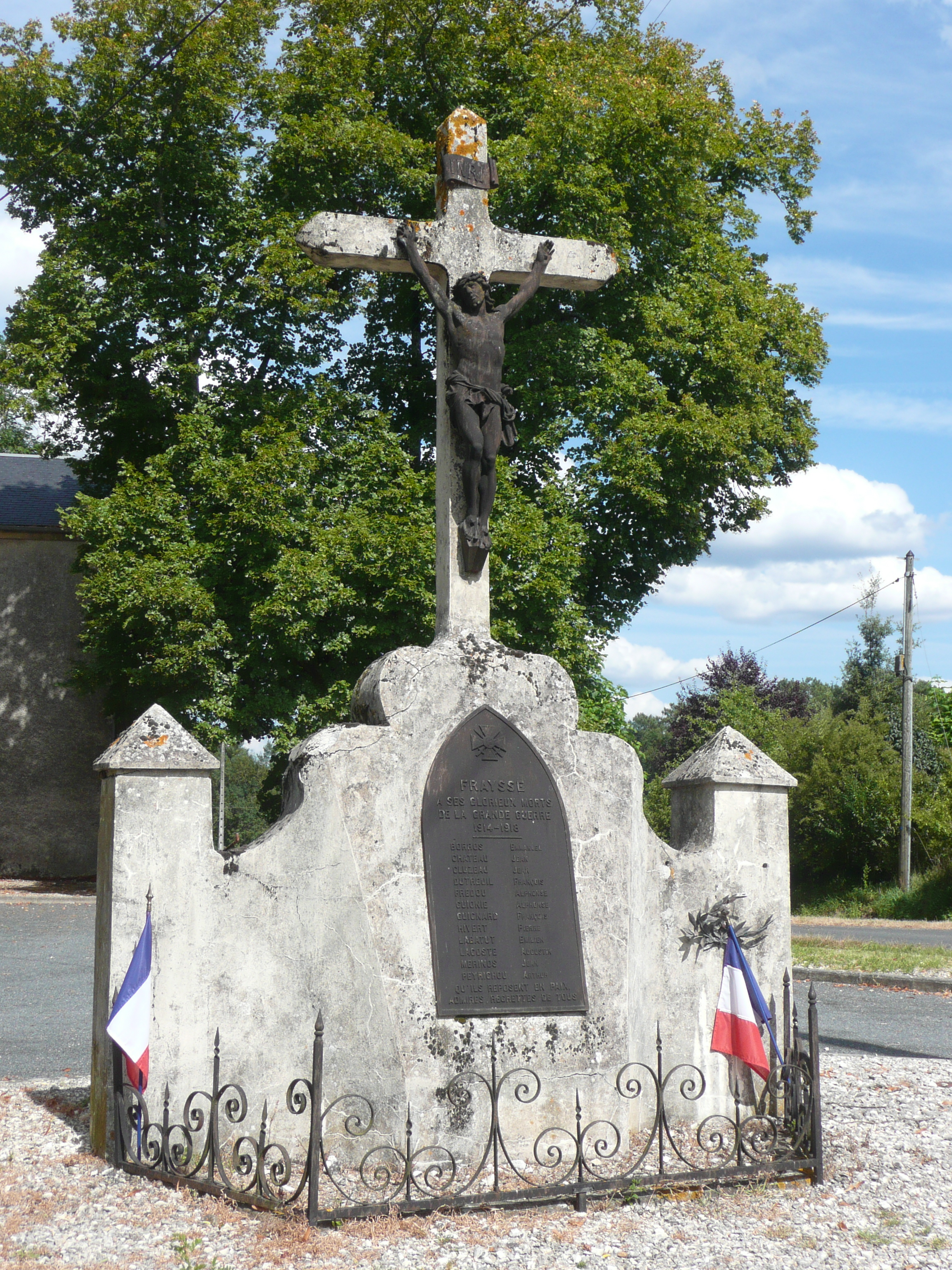
Военный мемориал
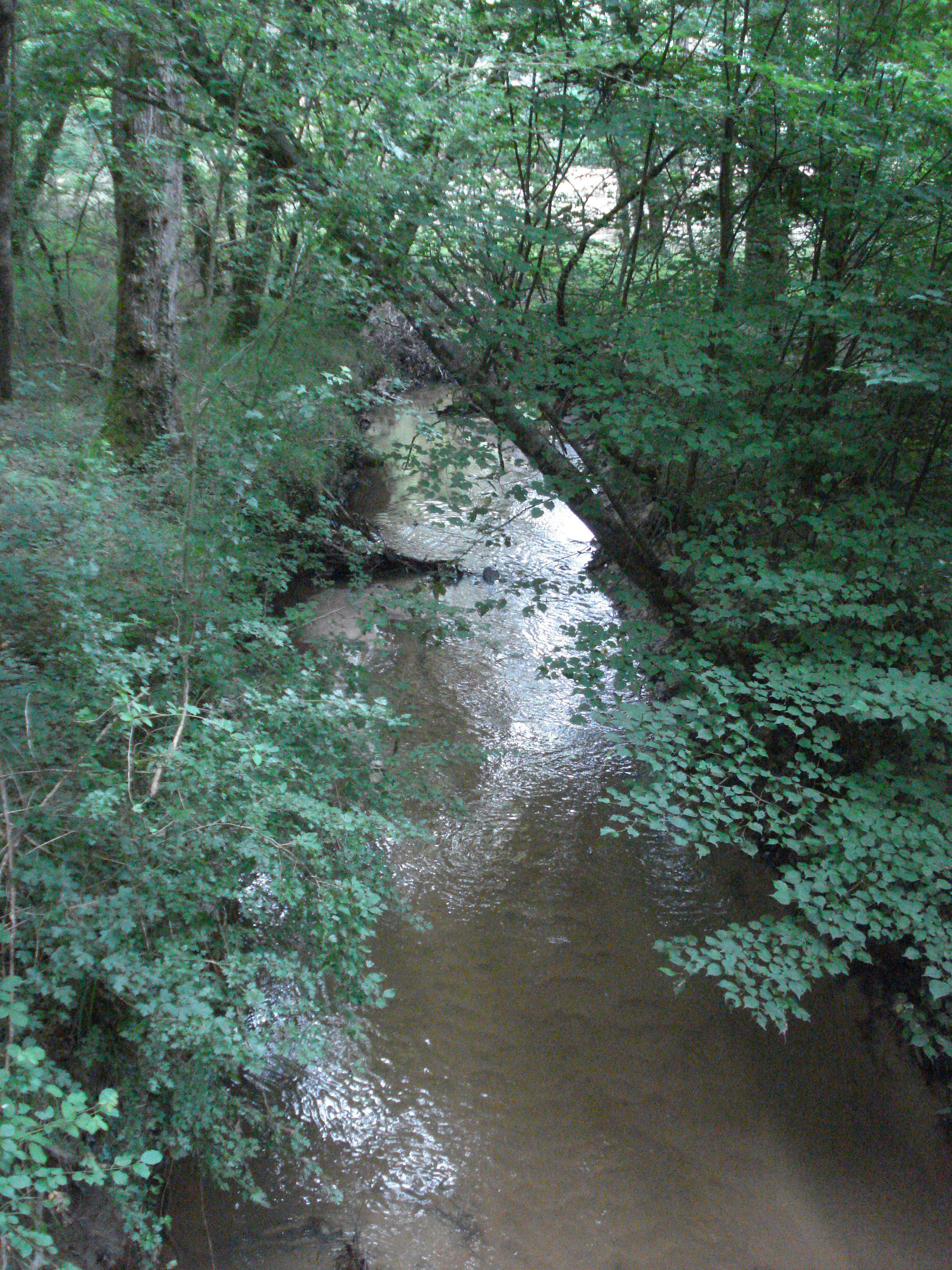
Река Лидуар